# Jamie Maclaren
Jamie Maclaren (* 29. Juli 1993 in Melbourne, Victoria) ist ein australischer Fußballspieler. Seit Januar 2019 spielt er für den australischen Erstligisten Melbourne City FC.

## Karriere

### Jugend und Vereinskarriere
Der Sohn einer maltesischen Mutter und eines schottischen Vaters, der neben der australischen auch die britische Staatsbürgerschaft besitzt, wuchs in einem Vorort nordwestlich von Melbourne auf. Er spielte erstmals im Alter von vier oder fünf Jahren in der Schülermannschaft des lokalen Teams Sunbury United und wechselte dann 2003 zum Green Gully SC.
Im Juli 2009, im Alter von 15 Jahren, wurde er zum Probetraining nach England zu den Blackburn Rovers in den U-16-Kader eingeladen. In seinem ersten Testspiel erzielte er zwei Tore gegen die U-16 von Derby County. Bei einem weiteren Testspiel gegen Manchester United schaffte er einen Hattrick, der zu einem Vertragsangebot von Rovers führte. Maclaren profitierte von der Unterstützung des Australier Vince Grella und Brett Emertoory in Blackburn, wo er bald zu dem Training der A-Mannschaft eingeladen wurde. Nach vier Jahren in England konnte er sich nicht in der ersten Mannschaft der Rovers durchsetzen und wurde am Ende der Saison 2012/13 freigestellt.
Zu der Saison 2013/14 kehrte er nach Australien zurück und unterzeichnete einen Vertrag über drei Jahre bei Perth Glory. Sein erstes Spiel absolvierte er gegen Adelaide United mit einer 3:1-Niederlage. Maclaren erzielte dann am 27. Oktober 2013 beim 1:0-Sieg über Melbourne City FC sein erstes Tor für Perth Glory. In der Saison 2014/15 erzielte er in 23 Spielen zehn Tore und wurde als bester junger Spieler des Jahres nominiert. Er bestritt auch eine Reihe von Spielen für die zweite Mannschaft von Perth Glory, die in der National Premier Leagues spielt. Dort erzielte er in fünf Spielen elf Tore.
Am 5. Juli 2015 unterzeichnete Maclaren einen Zweijahresvertrag bei Brisbane Roar. Maclaren gab am 8. Oktober 2015 sein Debüt gegen die Western Sydney Wanderers. Bei seinem 50. Spiel in der A-League erzielte er ein Tor gegen seinen ehemaligen Verein Perth Glory. Am 12. März 2016 schaffte er seinen zweiten Hattrick beim Sieg gegen Melbourne Victory. Maclaren beendete die A-League-Saison 2015/16 mit 18 Toren und wurde damit hinter dem Uruguayer Bruno Fornaroli vom Melbourne City FC Zweiter in der Torschützenliste. Maclaren erzielte zwei weitere Tore in der Finalrunde um kam so auf 20 Toren in 25 Spielen. Am Ende der Saison 2015/16 wurde er als bester junger Spieler des Jahres ausgezeichnet. In der Saison 2016/17 erzielte Maclaren 19 Tore für Brisbane Roar, womit er zusammen mit dem Kosovare Besart Berisha von Melbourne Victory zum Torschützenkönig der A-League ernannt wurde.
Zur Saison 2017/18 wechselte Maclaren nach Deutschland in die 2. Bundesliga zum SV Darmstadt 98. Am 4. August 2017 gab er beim 1:1-Auswärtsspiel gegen den 1. FC Kaiserslautern sein Debüt für die Südhessen, als er in der 63. Spielminute für Patrick Banggaard eingewechselt wurde. Bei den Lilien kam er in der Hinrunde siebenmal zum Einsatz. Um sich für die anstehende Weltmeisterschaft in Russland einen Platz im Kader der australischen Nationalmannschaft zu sichern, ließ er sich im Januar 2018 an den schottischen Erstligisten Hibernian Edinburgh verleihen. Für die Hibs absolvierte er 15 Ligaspiele und erzielte dabei acht Tore, darunter einen Hattrick bei einem 5:5 gegen die Glasgow Rangers am letzten Spieltag. Im August 2018 wurde Maclaren erneut nach Edinburgh verliehen.
Im Januar 2019 wechselte Maclaren zurück in seine Heimat zum australischen Erstligisten Melbourne City FC, die 150.000 Euro Ablöse zahlten. In der Saison 2020/21 kam er in 24 Spielen auf 25 Tore. Mit Melbourne wurde er Meister und zudem war er Torschützenkönig der Liga. Zwei Spiele der Saison spielte er als Kapitän. In der anschließenden Saison 2021/22 konnte er mit der Mannschaft ebenfalls die Meisterschaft gewinnen und wurde erneut Torschützenkönig der Liga.

### Nationalmannschaft

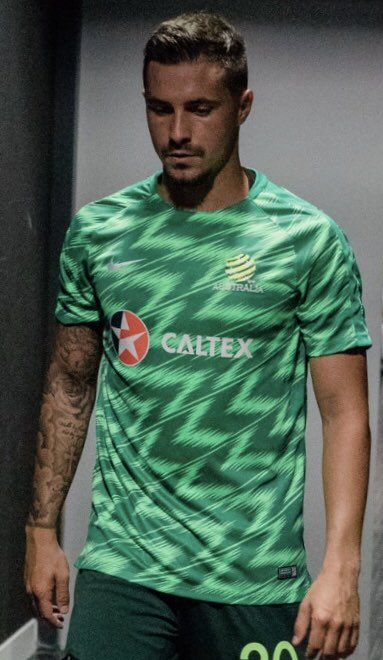
Jamie Maclaren bei der WM 2018

Seine internationale Karriere begann Maclaren für die U-19-Mannschaft Schottlands. Seine ersten Einsätze waren gegen Dänemark und Norwegen. Danach entschied sich Maclaren zukünftig für sein Geburtsland, Australien, zu spielen. So kam er in der australischen U-20-Mannschaft zum Einsatz und erzielte im Juni 2013 beim letzten Gruppenspiel bei der U-20-Weltmeisterschaft 2013 ein Tor gegen den Gastgeber Türkei. Weiter gehörte er zum Kader der U-23-Mannschaft Australiens bei der U-23-Asienmeisterschaft 2016 in Katar.
Jamie Maclaren wäre auch für die Nationalmannschaft Maltas spielberechtigt gewesen, doch ein Angebot der Malteser wies er zurück. Im Mai 2016 wurde Maclaren zum ersten Mal für die australische A-Mannschaft für ein Freundschaftsspiel gegen England nominiert. Im November 2016 kam er erneut beim WM-Qualifikationsspiel gegen Thailand in die Auswahl. Hier spielte er 57 Minuten und das Spiel endete 2:2-Unentschieden. Für den Confederations Cup 2017 in Russland wurde Maclaren nominiert. Hier wurde er beim letzten Gruppenspiel gegen Chile in der 62. Minute eingewechselt. Für die Weltmeisterschaft in Russland im Sommer 2018 wurde MacLaren nominiert. Australien schied in der Gruppenphase aus. MacLaren bestritt dabei kein Spiel. Bei der Asienmeisterschaft 2019 kam er in allen fünf Spielen für Australien zum Einsatz und traf dabei einmal. Seine Mannschaft schied im Viertelfinale mit einer 1:0-Niederlage gegen die Vereinigten Arabischen Emirate aus. Bei der Weltmeisterschaft 2022, bei der Australien im Achtelfinale gegen den späteren Weltmeister Argentinien ausschied, kam er in drei der vier Partien zum Einsatz.

## Erfolge
Im Verein:
- Australischer Meister: 2020/21, 2021/22

Persönlich:
- Torschützenkönig der A-League: 2016/17, 2019/20, 2020/21, 2021/22, 2022/23
- Bester junger Spieler des Jahres der A-League: 2015/16, 2016/17
- U-23-Fußballer des Jahres bei den PFA Awards: 2015/16